# Alberyk
Alberyk – imię męskie pochodzenia germańskiego. Imię złożone z członów alb – elf, duch natury oraz rik – władca. Niemiecka forma brzmi Alberich, włoska Alberico, współczesna francuska Albéric, a zlatynizowana – Albericus. Staropolska forma Jałbrzyk zachowała się w nazwisku Jałbrzykowski.
Starofrancusko-normańska forma Aubrey jest używana w krajach anglojęzycznych jako imię a także nazwisko. Od lat 70. XX wieku częściej nadawana jest kobietom, być może pod wpływem podobieństwa z żeńskim imieniem Audrey. Możliwe, że żeńska forma jest w istocie odmiennym imieniem i wywodzi się również poprzez starofrancuski z germańskiego żeńskiego imienia Albrad, od alb – elf oraz drugiego członu o nieustalonej etymologii.
Osoby noszące imię Alberyk, Alberic lub Alberico:
- Alberyk I – książę Spoleto
- Alberyk II – książę Rzymu
- Alberyk III – hrabia Spoleto
- Alberico Archinto – włoski duchowny i dyplomata
- Alberico da Barbiano – włoski kondotier
- Alberic de Beauvais – francuski kardynał
- Alberyk z Cîteaux – francuski mnich i święty katolicki
- Alberyk Crescitelli – duchowny i święty katolicki
- Alberigo Evani – włoski piłkarz
- Albéric O’Kelly de Galway – belgijski szachista
- Briek Schotte (Albéric Schotte) – belgijski kolarz
- Alberyk Siwek – polski mnich
- Jałbrzyk Jan Sokołowski – polski szlachcic
- Alberyk z Trois Fontaines – francuski mnich i kronikarz
- Alberyk z Utrechtu – duchowny i święty katolicki

Forma Aubrey:
- Aubrey Addams – amerykańska aktorka filmów pornograficznych
- Aubrey Beardsley – angielski rysownik
- Aubrey Beauclerk, brytyjski arystokrata, 5. książę St Albans
- Aubrey Beauclerk, brytyjski arystokrata, 6. książę St Albans
- Aubrey Brain – brytyjski muzyk
- Aubrey Dollar – amerykańska aktorka
- Aubrey de Grey – angielski biolog
- Aubrey Plaza – amerykańska aktorka
- C. Aubrey Smith – brytyjski aktor

Postać legendarna i literacka:
- Alberyk – bohater Pierścienia Nibelunga